# 다비트 로제날
다비트 제바스티안 클레멘트 로제날(체코어: David Sebastian Klement Rozehnal, 1980년 7월 5일, 올로모우츠 주 슈테른베크 ~)은 체코의 전직 축구 선수로, 현역 시절 수비수로 활약했다. 그는 다수 유럽 구단들을 돌아다니며 20년 가까이 400번이 넘는 경기에 출전했고, 2018년 4월에 프로 현역 선수로서 은퇴했다.

## 유년 시절
로제날은 슈테른베르크 출신으로, 코주샤니-타잘리에서 유년 시절을 보냈다. 그는 체육 집안 출신인데, 그의 부친은 2부 리그 축구 선수였고, 모친도 국가대표 핸드볼 선수였다. 그의 부친은 당시 아마추어 구단이었던 소콜 코주샤니에서 활약했는데, 로제날도 이 곳에서 축구를 시작했다.

## 클럽 경력

### 시그마 올로모우츠
로제날은 시그마 올로모우츠에서 신고식을 치렀고, 그는 자신의 활약상에 힘입어 체코 U-21 국가대표팀에 합류했다.

### 클뤼프 브뤼허
2003년, 그는 벨기에의 클뤼프 브뤼허로 이적했다. 2004년, 로제날은 체코 국가대표팀에 발탁되어 유로 2004에 참가했고, 이 대회에서 준결승전까지 올랐지만, 나중에 우승을 차지하는 그리스에 패해 탈락했다. 그는 브뤼허 1년차에 벨기에 컵을 우승했고, 2005년에는 벨기에 리그를 제패했다.

### 파리 생-제르맹

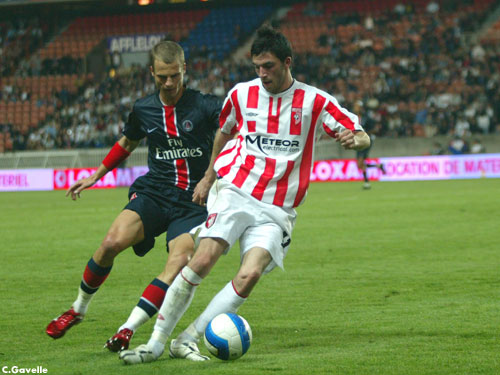
2006년, 파리 생-제르맹의 로제날

2005년 6월, 그는 파리 생제르맹에 입단했다. 2006-07 시즌 후, 그는 구단 올해의 선수로 선정되었다. 그의 활약을 눈여겨 본 도르트문트, 뉴캐슬 유나이티드, 그리고 세비야가 관심을 표했다. 수비수 주변인의 증언에 따르면, 그의 희망 행선지는 뉴캐슬 유나이티드인 것으로 밝혀졌다.

### 뉴캐슬 유나이티드
2007년 6월 22일, 선수의 대리인은 로제날이 뉴캐슬 유나이티드 합류에 "확정적으로 합의"했다고 밝혔다. 그는 6월 25일에 의료 검진을 통과하고, 6월 29일에 £2.9M으로 이적 절차를 마무리했다.
8월 11일, 로제날은 볼턴 원더러스를 상대로 자신의 뉴캐슬 유나이티드 신고식을 치렀다.

### 라치오
2008년 1월 31일, 로제날은 뉴캐슬 유나이티드를 떠나 2007-08 시즌 끝인 2007년 6월까지 라치오로 임대되었다. 라치오 임대 기간 동안 7경기 출전한 후 로제날의 완전 이적이 성사될 지는 불확실했다. 2008년 6월 9일, 라치오는 로제날은 완전 영입했으며, 뉴캐슬은 수비수 영입에 들인 £2.9M을 그대로 회수하게 되었다.

### 함부르크

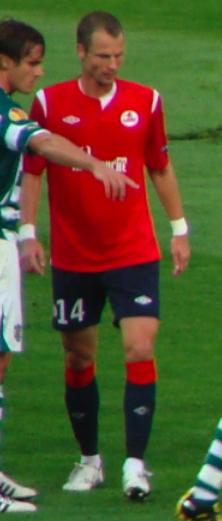
2010년, 릴의 로제날

2009년 7월 29일, 이탈리아에서 1년을 보낸 로제날은 라치오를 떠나 독일 1부 리그의 함부르크와 2012년 6월 30일까지 유효한 계약을 맺었다. 부진한 시즌을 보내며 로제날은 수 차례 실수를 범해 1군에서 물러났고, 새 구단을 물색하게 되었다.

### 릴
2010년 8월 31일, 함부르크는 로제날이 프랑스의 릴로 1년 임대 계약을 맺고 이적했음을 밝혔고, 독일 구단측이 그의 급여 일부를 보조하게 되었다. 릴에서 활약하면서, 그의 소속 구단은 쿠프 드 프랑스 결승전에 올라 전 소속 구단 파리 생-제르맹을 상대했다. 릴은 결승전에서 1-0 승리를 쟁취해 1955년 이래 첫 쿠프 드 프랑스 정상에 올랐다. 2010-11 시즌에 릴에서 준수한 활약을 펼친 로제날은 프랑스 정상에 오른 구단으로 완전 이적했다.

### 오스텐더
2015년 6월 29일, 그는 벨기에 프로 리그의 오스텐더로 이적했고, 벨기에 리그에서 3년을 더 활약했다.

### 은퇴
로제날은 2018년 4월 4일에 현역에서 은퇴했고, 이후 체코의 7부 리그에 속한 아마추어 구단 소콜 코주샤니에서 경기를 뒤었다. 그의 형제 마레크도 같은 구단 소속이다. 그는 그 다음 주에 아마추어 구단에서 첫 경기를 치렀다.

## 국가대표팀 경력
로제날은 2002년 체코 U-21 국가대표팀 일원으로 유럽 U-21 선수권 대회 우승을 경험했다. 그는 2004년 2월 18일, 2-2로 비긴 친선경기에서 체코 국가대표팀 첫 경기를 치렀다. 로제날은 자국을 대표로 유로 2004에 참가했고, 2006년 월드컵에서도 자국의 조별 리그 3경기에 모두 출전했다. 2009년 8월 12일, 그는 3-1로 이긴 벨기에와의 안방 친선경기에서 자신의 처음이자 마지막 골로 3-1 승리에 일조했다. 그는 유로 2008에서도 체코 국가대표팀 일원으로 참가해 조별 리그 3경기에 모두 출전했다.
로제날은 총 60번의 국가대표팀 경기에 출전했다.

## 수상
클뤼프 브뤼허
- 벨기에 프로 리그: 2004–05
- 벨기에 컵: 2003–04
- 벨기에 슈퍼컵: 2003, 2004[14][15]

파리 생-제르맹
- 쿠프 드 프랑스: 2005–06

라치오
- 코파 이탈리아: 2008–09

릴
- 리그 1: 2010–11
- 쿠프 드 프랑스: 2010–11

## 사생활
로제날은 페트라를 배우자로 맞이하여 2007년 10월 3일에 장남 루카를 득남했다.